# Mécanique analytique
La mécanique analytique est une formulation de la mécanique classique basée sur le calcul variationnel. La mécanique analytique s'est avérée un outil très important en physique théorique. En particulier, la mécanique quantique emprunte énormément au formalisme de la mécanique analytique.
Contrairement à la mécanique d'Isaac Newton qui s'appuie sur le concept de point matériel, la mécanique analytique se penche sur les systèmes arbitrairement complexes, et étudie l'évolution de leurs degrés de libertés dans ce qu'on appelle un espace de configuration.
Les lois du mouvement sont quant à elles déduites d'un principe variationnel qui, appliqué à une grandeur appelée action, donne le principe de moindre action. En substance, le principe de moindre action énonce que parmi toutes les trajectoires possibles pour relier deux points de l'espace de configuration, celle qui est effectivement parcourue par le système est celle qui donne une valeur minimale à l'action.

## Mécanique lagrangienne
Étant donnés deux points A et B de l'espace de configuration, et une trajectoire {\displaystyle T_{A\rightarrow B}} effectivement parcourue, la donnée d'un point C sur cette trajectoire fait apparaître deux trajectoires intermédiaires {\displaystyle T_{A\rightarrow C}} et {\displaystyle T_{C\rightarrow B}}. Ces deux trajectoires étant effectivement parcourues, elles doivent nécessairement donner une valeur extrémale à l'action pour leurs points de départ et d'arrivée respectifs. La somme de ces deux actions sera alors extrémale par rapport à toutes les trajectoires possibles entre A et B passant par C, ce qui suggère que la somme de l'action entre A et C d'une part, et C et B d'autre part, est égale à l'action de la trajectoire correspondante entre A et B passant par C :
{\displaystyle {\mathcal {S}}_{T_{A\rightarrow B}}={\mathcal {S}}_{T_{A\rightarrow C}}+{\mathcal {S}}_{T_{C\rightarrow B}}}.
En appliquant ce raisonnement à une infinité de points répartis sur une trajectoire reliant les points A et B, on peut écrire l'action ainsi :
{\displaystyle {\mathcal {S}}_{T_{A\rightarrow B}}=\int _{A}^{B}{\mathcal {L}}(s)\,\mathrm {d} s}
où s est la position du système dans l'espace de configuration, et ds est un élément infinitésimal de déplacement sur la trajectoire considérée. {\displaystyle {\mathcal {L}}} est ce qu'on appelle le lagrangien, du nom du physicien français Joseph-Louis Lagrange. Il ne dépend pas de la trajectoire mais uniquement de la position dans l'espace de configuration.
En mécanique classique non relativiste, l'espace de configuration est constitué par les degrés de libertés du système et leurs dérivées par rapport au temps, de telle sorte que l'expression de l'action s'écrit le plus souvent :
{\displaystyle {\mathcal {S}}=\int {\mathcal {L}}(\mathbf {u} ,{\dot {\mathbf {u} }},t)\,\mathrm {d} t}
où {\displaystyle \mathbf {u} } la position du système dans l'espace de configuration, et {\displaystyle {\dot {\mathbf {u} }}} la dérivée de {\displaystyle \mathbf {u} } par rapport au temps. Le fait que l'intégrale est calculée pour une trajectoire donnée entre deux points est ici implicite. L’expression exacte du lagrangien est quant à elle obtenue en général à l'aide de considérations sur les symétries observées par le système.
Les lois du mouvement sont ensuite obtenues à partir de ce qu'on appelle le calcul variationnel, qui permet de calculer un élément {\displaystyle \delta {\mathcal {S}}} infinitésimal de variation de l'action entre deux trajectoires infiniment proches.
{\displaystyle \delta {\mathcal {S}}=\delta \int {\mathcal {L}}(\mathbf {u} ,{\dot {\mathbf {u} }},t)\,\mathrm {d} t=\int \left({\frac {\partial {\mathcal {L}}}{\partial \mathbf {u} }}\delta \mathbf {u} +{\frac {\partial {\mathcal {L}}}{\partial {\dot {\mathbf {u} }}}}\delta {\dot {\mathbf {u} }}+{\frac {\partial {\mathcal {L}}}{\partial t}}\delta t\right)\,\mathrm {d} t}.
Une intégration par parties permet alors de réécrire cette expression ainsi :
{\displaystyle \delta {\mathcal {S}}=\delta \int {\mathcal {L}}(\mathbf {u} ,{\dot {\mathbf {u} }},t)\,\mathrm {d} t=\int \left({\frac {\partial {\mathcal {L}}}{\partial \mathbf {u} }}\delta \mathbf {u} -{\frac {\mathrm {d} }{\mathrm {d} t}}{\frac {\partial {\mathcal {L}}}{\partial {\dot {\mathbf {u} }}}}\delta \mathbf {u} +{\frac {\partial {\mathcal {L}}}{\partial t}}\delta t\right)\,\mathrm {d} t},
ce qui, dans le cas où par application du principe de moindre action on a {\displaystyle \delta {\mathcal {S}}=0}, aboutit aux équations du mouvement dites d'Euler-Lagrange :
{\displaystyle {\frac {\mathrm {d} }{\mathrm {d} t}}{\frac {\partial {\mathcal {L}}}{\partial {\dot {\mathbf {u} }}}}={\frac {\partial {\mathcal {L}}}{\partial \mathbf {u} }}}.
Ces équations constituent la base de la mécanique lagrangienne.
Le principe de d'Alembert est parfois utilisé pour parvenir au même résultat, avec comme avantage qu'il permet d'obtenir une expression du Lagrangien :
{\displaystyle {\mathcal {L}}={\mathcal {T}}-{\mathcal {U}}}
où {\displaystyle {\mathcal {T}}} et {\displaystyle {\mathcal {U}}} sont respectivement l'énergie cinétique et l'énergie potentielle du système.
Une manière intuitive pour retrouver l'expression du Lagrangien consiste à considérer les écritures de l'impulsion et du champ de force dans l'espace cartésien :
{\displaystyle \mathbf {p} ={\frac {\partial {\mathcal {T}}}{\partial \mathbf {\dot {x}} }}\qquad \mathbf {f} =-{\frac {\partial {\mathcal {U}}}{\partial \mathbf {x} }}}.
Comme l'impulsion ne dépend pas de la position et le champ de force ne dépend pas de la vitesse, l'expression {\displaystyle {\mathcal {L}}={\mathcal {T}}-{\mathcal {U}}} permet de retrouver l'un et l'autre en dérivant respectivement par la vitesse et la position.
{\displaystyle \mathbf {p} ={\frac {\partial {\mathcal {L}}}{\partial \mathbf {\dot {x}} }}\qquad \mathbf {f} ={\frac {\partial {\mathcal {L}}}{\partial \mathbf {x} }}}.
L'équation d'Euler-Lagrange s'avère alors être l'exact équivalent de la deuxième loi de Newton :
{\displaystyle {\frac {\mathrm {d} }{\mathrm {d} t}}\mathbf {p} =\mathbf {f} }.
Le principal avantage de l'équation d'Euler-Lagrange par rapport à la loi de Newton est qu'elle reste valable dans le système de coordonnées généralisées {\displaystyle (u_{i})} et non uniquement dans le système de coordonnées cartésiennes {\displaystyle (x_{i})}.

## Mécanique hamiltonienne
L'expression {\displaystyle \mathbf {p} ={\frac {\partial {\mathcal {L}}}{\partial {\dot {\mathbf {u} }}}}} est appelée impulsion généralisée. On doit à Joseph-Louis Lagrange  d'avoir introduit cette notion puis à William Rowan Hamilton qui a approfondi le travail de Lagrange, utilisant la transformée de Legendre du lagrangien, appelée Hamiltonien et notée {\displaystyle {\mathcal {H}}} en hommage à Christian Huygens[réf. souhaitée], satisfaisant la relation :
En utilisant l'hamiltonien, les équations du mouvement deviennent :
{\displaystyle {\frac {\mathrm {d} }{\mathrm {d} t}}\mathbf {u} ={\frac {\partial {\mathcal {H}}}{\partial \mathbf {p} }}\qquad {\frac {\mathrm {d} }{\mathrm {d} t}}\mathbf {p} =-{\frac {\partial {\mathcal {H}}}{\partial \mathbf {u} }}}
que l'on peut noter de façon plus compacte :
{\displaystyle {\dot {\mathbf {u} }}=\partial _{\mathbf {p} }{\mathcal {H}}}
{\displaystyle {\dot {\mathbf {p} }}=-\partial _{\mathbf {u} }{\mathcal {H}}}.
Ces équations, qui forment la base de la mécanique hamiltonienne, ont une interprétation géométrique immédiate : elles montrent que dans l'espace des phases (et non plus maintenant dans l'espace de configuration), la trajectoire suivie est tangente aux surfaces égalisant l'hamiltonien. Autrement dit, l'hamiltonien est une constante du mouvement, ce qui conforte son assimilation avec le concept d'énergie.

## Crochet de Poisson
Les équations du mouvement de la mécanique hamiltonienne permettent d'exprimer la dérivée temporelle de n'importe quelle fonction {\displaystyle A} de {\displaystyle \mathbf {u} } et {\displaystyle \mathbf {p} } :
{\displaystyle {\frac {\mathrm {d} A}{\mathrm {d} t}}={\frac {\partial A}{\partial t}}+{\frac {\partial A}{\partial \mathbf {u} }}{\frac {\mathrm {d} }{\mathrm {d} t}}{\mathbf {u} }+{\frac {\partial A}{\partial \mathbf {p} }}{\frac {\mathrm {d} }{\mathrm {d} t}}{\mathbf {p} }={\frac {\partial A}{\partial t}}+{\frac {\partial A}{\partial \mathbf {u} }}{\frac {\partial {\mathcal {H}}}{\partial \mathbf {p} }}-{\frac {\partial A}{\partial \mathbf {p} }}{\frac {\partial {\mathcal {H}}}{\partial \mathbf {u} }}}
Cette expression a amené le physicien français Siméon Denis Poisson à introduire l'opération dite Crochet de Poisson, qui se calcule entre deux fonctions quelconques dans l'espace de phase :
{\displaystyle \{A,B\}={\frac {\partial A}{\partial \mathbf {u} }}{\frac {\partial B}{\partial \mathbf {p} }}-{\frac {\partial A}{\partial \mathbf {p} }}{\frac {\partial B}{\partial \mathbf {u} }}},
ce qui permet de réécrire les lois du mouvement, pour n'importe quelle fonction A de l'espace de phase :
{\displaystyle {\frac {\mathrm {d} A}{\mathrm {d} t}}={\frac {\partial A}{\partial t}}+\{A,{\mathcal {H}}\}}.
Il s'avère que le crochet de Poisson permet de donner une structure algébrique à la mécanique analytique. Cette structure, non commutative, est profondément analogue à l'algèbre des observables de la mécanique quantique. L'équation précédente est par exemple l'exacte analogue du théorème d'Ehrenfest.

## Note
1. ↑  Le détail du calcul, qui fait intervenir le fait que toutes les trajectoires ont les mêmes extrémités, est disponible dans l'article « Équation d'Euler-Lagrange ».